# 휴먼다큐멘터리 봄날
《휴먼다큐멘터리 봄날》은 대한민국의 TV조선의 프로그램이다. 파란만장하고 죽을 만큼 힘겨운 '인생의 겨울'을 용기있는 삶으로 지독하게 견뎌내고 따뜻한 봄날을 맞이하는 사람들의 이야기를 담은 휴먼다큐멘터리 프로그램이다.

## 방송 시간
- 2012년 10월 11일 ~ 2013년 4월 6일 : 매주 목요일 오후 8시 50분